# Islam Sätbajew
Islam Nasarghoschajuly Sätbajew (kasachisch Ислам Назарғожайұлы Сәтбаев İslam Nazarğojaiūly Sätbaev; * 21. September 1998 in Almaty) ist ein kasachischer Sportschütze.

## Erfolge
Islam Sätbajew gelang der internationale Durchbruch im Jahr 2023. Bei den Asienmeisterschaften in Changwon wurde er mit Alexandra Le im Mixedwettkampf mit dem Luftgewehr Dritter und sicherte sich im Mannschaftswettbewerb mit dem Kleinkalibergewehr im Liegendanschlag den Titelgewinn. Darüber hinaus gewann er bei den 2023 ausgetragenen Summer World University Games 2021 in Chengdu zwei Medaillen in Mannschaftskonkurrenzen. Im Mannschaftswettkampf im liegenden Anschlag sicherte sie sich die Bronzemedaille und im Mannschaftswettkampf im Dreistellungskampf gewann sie Silber. Er belegte Rang drei mit dem Luftgewehr sowie Rang zwei mit dem Kleinkaliber im Dreistellungskampf. Bei den ebenfalls 2023 ausgetragenen Asienspielen 2022 in Hangzhou wurden Sätbajew und Le wie schon bei den Asienmeisterschaften Dritte im Mixed mit dem Luftgewehr.
Bei den Olympischen Spielen 2024 in Paris ging Sätbajew in drei Konkurrenzen an den Start. Mit dem Luftgewehr platzierte er sich mit 628 Punkten auf dem 21. Rang. Den Wettkampf mit dem Kleinkalibergewehr im Dreistellungskampf beendete er mit 588 Punkten auf Rang 18. Wesentlich erfolgreicher verlief für Sätbajew das Mixed mit dem Luftgewehr. Mit Alexandra Le gelangen ihm 630,8 Punkte, was das drittbeste Resultat der Qualifikation darstellte und zum Einzug ins Duell um die Bronzemedaille berechtigte. In diesem besiegten sie die Deutschen Anna Janßen und Maximilian Ulbrich mit 17:5 und erhielten damit Bronze.
Er ist verheiratet und absolvierte ein Studium an der Kasachischen Akademie des Sports und Tourismus.